# Les Bordes (Saône-et-Loire)
Les Bordes ist eine französische Gemeinde mit 84 Einwohnern (Stand: 1. Januar 2022) im Département Saône-et-Loire in der Region Bourgogne-Franche-Comté (vor 2016 Bourgogne). Sie gehört zum Arrondissement Chalon-sur-Saône und zum Kanton Gergy.

## Geografie
Les Bordes liegt etwa 24 Kilometer nordöstlich von Chalon-sur-Saône zwischen Saône und Doubs. Umgeben wird Les Bordes von den Nachbargemeinden Bragny-sur-Saône im Norden, Saunières im Osten und Nordosten sowie Verdun-Ciel im Süden und Westen.

## Bevölkerungsentwicklung
| Jahr                       | 1962 | 1968 | 1975 | 1982 | 1990 | 1999 | 2006 | 2011 | 2018 |
| Einwohner                  | 114  | 95   | 103  | 106  | 93   | 87   | 96   | 96   | 83   |
| Quellen: Cassini und INSEE |      |      |      |      |      |      |      |      |      |